# Eleutherodactylus varleyi
Eleutherodactylus varleyi är en groddjursart som beskrevs av Dunn 1925. Eleutherodactylus varleyi ingår i släktet Eleutherodactylus och familjen Eleutherodactylidae. IUCN kategoriserar arten globalt som livskraftig. Inga underarter finns listade i Catalogue of Life.